# Resoba

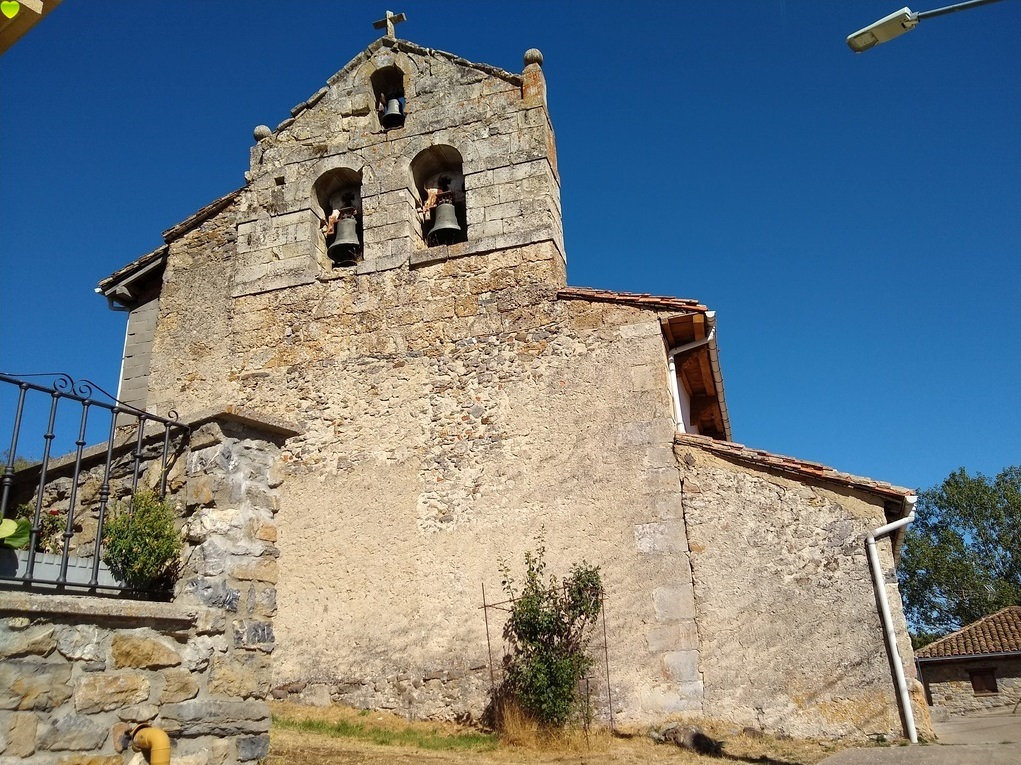
Iglesia de San Pedro

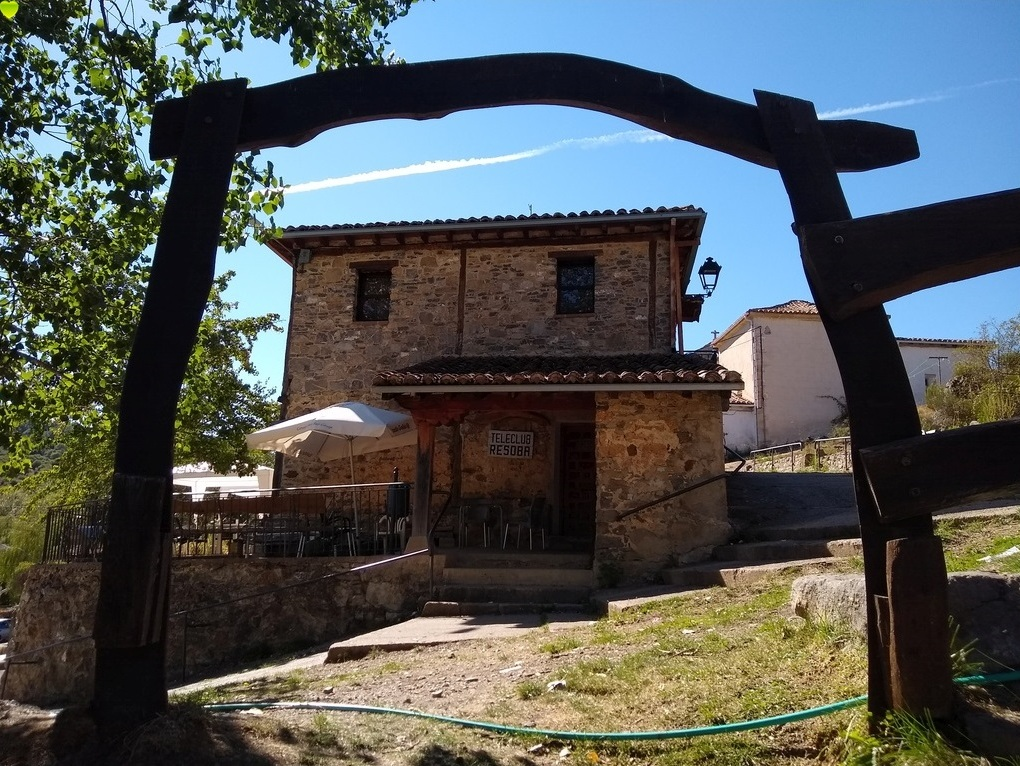
Teleclub

Resoba es una localidad y pedanía de la provincia de Palencia (Castilla y León, España) que pertenece al municipio de Cervera de Pisuerga.

## Geografía
Está a una distancia de 7 km de Cervera de Pisuerga, la capital municipal, en la comarca de Montaña Palentina.

## Historia
Resoba fue municipio independiente hasta 1973. Ese año se incorporó al municipio de Cervera de Pisuerga.

## Geografía humana

### Demografía
| Gráfica de evolución demográfica de Resoba entre 1842 y 1970 |
| |
| Población de derecho según los censos de población del INE Población de hecho según los censos de población del INEEntre el censo de 1981 y el anterior, este municipio desaparece porque se integra en el municipio 34056 (Cervera de Pisuerga) |

Evolución de la población en el siglo XXI
| Gráfica de evolución demográfica de Resoba entre 2000 y 2021       |
|                                                                    |
| Población de derecho (2000-2021) según el padrón municipal del INE |